# Ruk

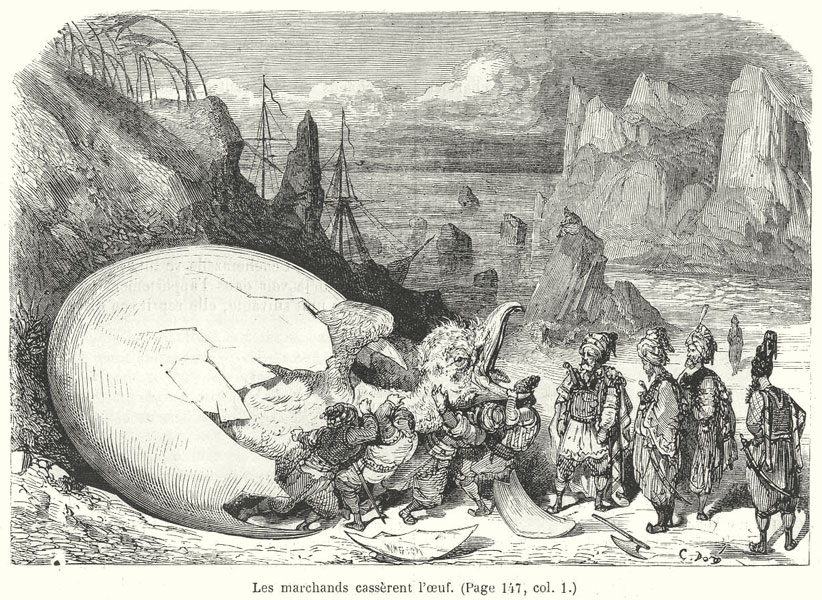
jajo roka

Ruk, rok lub ruch – olbrzymi ptak występujący w mitologii perskiej, tak ogromny, że lecąc przesłaniałby słońce, zmieniając dzień w noc.  

## Opis
Według mitów poluje na wielkie węże i potwory morskie, pisklęta karmi nosorożcami. Na ludzi nie zwraca uwagi, chyba że zniszczą jego jaja. Wtedy rozwścieczony chwyta w szpony głazy i zrzuca je na agresorów. 
Postać ta występuje również w literaturze: w jednej z baśni Księgi tysiąca i jednej nocy rok zaatakował statek Sindbada Żeglarza.
Marco Polo opisuje roki w swoich dziennikach, podczas pobytu na Półwyspie Arabskim w 1294 roku, wracając ze swojej podróży do Chin. Zamieszcza relacje mieszkańców Madagaskaru, którzy opisują ich wielkość i metody polowania, twierdząc że rozpiętość skrzydeł roka wynosi 30 kroków (ok. 22,5 metra) oraz że długość ich lotek wynosi 12 kroków (9 metrów).  Rok miałby porywać słonie i zrzucać je z wysokości, aby później zjeść ich mięso. 
Peter Tyson sugeruje, że od słowa rukh pochodzi angielska nazwa figury szachowej znanej w Polsce jako wieża, a w języku angielskim jako rook. 

## Pochodzenie mitu
Prawdopodobnie legenda ta ma swoje odległe korzenie w faktycznie istniejącym nielotnym ptaku, mamutaku osiągającym do trzech metrów wzrostu i pół tony masy, który występował na Madagaskarze jeszcze w drugim tysiącleciu n.e.